# Italochrysa clara
Italochrysa clara is een insect uit de familie van de gaasvliegen (Chrysopidae), die tot de orde netvleugeligen (Neuroptera) behoort. 
Italochrysa clara is voor het eerst wetenschappelijk beschreven door Hölzel & Ohm in 2003.